# Сегал, Елена Александровна
Еле́на Алекса́ндровна Сега́л (13 [26] апреля 1905, Санкт-Петербург — 20 ноября 1980, Москва) — советская писательница, очеркист, сценарист. Наибольшую известность получила как автор детских научно-художественных книг об истории науки и культуры, написанных в соавторстве с мужем М. Ильиным.

## Биография
Елена Сегал родилась 13 (26) апреля 1905 года в Санкт-Петербурге. Отец — Александр Яковлевич Сегал (17.06.1875 — декабрь 1943) — служил юрисконсультом в представительстве иностранной фирмы; мать — Фанни Николаевна, урождённая Лихтерман (01.12.1879 — 08.12.1941) — была домохозяйкой (родители погибли во время немецкой оккупации в Рижском гетто). У Елены была старшая сестра Лидия (10.03.1903 — 27.02.1991), чей сын от первого брака — детский писатель Георгий Юрмин.
Семья Елены Александровны считалась зажиточной, поэтому во время Гражданской войны в дом часто приходили с обысками. Оставив дочерей на попечение родственников, родители Елены Сегал бежали из Петербурга в Финляндию по льду Финского залива. Они обосновались в Риге и погибли в Рижском гетто во время Великой Отечественной войны.
Училась на одном курсе с будущей писательницей Еленой Ильиной на словесном отделении Государственного института истории искусств в Ленинграде. В институте у Елены Александровны сильно ухудшилось зрение, и она попросила Лию Маршак (настоящее имя Елены Ильиной) помочь ей подготовиться к экзаменам.
Елена Ильина познакомила Елену Сегал со своим старшим братом, Ильёй Яковлевичем Маршаком. Встреча произошла на заседании одного литературного общества в 1925 году. Елена Александровна и Илья Яковлевич поженились 14 января 1926 года и поселились в Ленинграде.
В 1927 году семья переехала в Детское село под Ленинградом, где страдавший от туберкулёза М. Ильин находился под наблюдением врачей местного санатория. В середине 1930-х семья переехала в Москву, куда Илью Маршака пригласили для выработки концепции представления науки на ВДНХ.
Печаталась с 1931 года. Член Союза писателей. Дебютная книга — историческая повесть для юношества «Дорога на эшафот» о русской революционерке Софье Перовской — вышла в 1931 году. В 1936 году Елена Сегал опубликовала первую научно-популярную книгу — «Детство одной науки», об истории медицины. В дальнейшем выступала соавтором мужа. Написанные Е. Сегал и М. Ильиным научно-популярные и научно-художественные книги имели большой успех, многие были переведены на иностранные языки.
В 1940 году на студии «Союздетфильм» Елена Сегал и М. Ильин работали с режиссёром Дзигой Вертовым над сценарием познавательного фильма по мотивам книги «Как человек стал великаном». Сценарий носил название «Сказка о Великане». Сценарий получил отрицательные отзывы начальника Главного управления по производству художественных фильмов и председателя Комитета по делам кинематографии И. Г. Большакова. В связи с «неактуальностью» темы и технической сложностью съёмок было принято решение отложить съёмки фильма на неопределённое время. Встретившись с М. Ильиным во время Великой Отечественной войны, И. Г. Большаков выражал сожаление о своём решении.
В 1941 году по поручению И. Г. Большакова Елена Сегал и М. Ильин сотрудничали с Дзигой Вертовым над сценарием фильма «Летающий человек. Страницы из истории русской авиации». Работа над черновой версией сценария была закончена за несколько дней до начала Великой Отечественной войны. Фильм по этому сценарию тоже не был снят.
Все книги Сегал отличает богатство языка, умение в живой и увлекательной форме рассказывать о сложных вещах.
В годы войны семья Елены Сегал находилась в эвакуации в Алма-Ате.
Елена Сегал ушла из жизни 20 ноября 1980 года. Похоронена на Новодевичьем кладбище рядом с могилой мужа.

## Семья
- Муж — Илья Яковлевич Маршак (псевдоним — М. Ильин; 16 (29) декабря 1895 — 15 ноября 1953), русский советский писатель, инженер-химик. Младший брат С. Я. Маршака.
  - Дочь — Евгения Ильинична Маршак (18 мая 1927 — 11 января 1996), выпускница Института иностранных языков, работала научным редактором в журналах «Новое время» и «Мировая экономика и международные отношения».
  - Сын — Борис Ильич Маршак (9 июля 1933 — 28 июля 2006), учёный-востоковед.
  - Дочь — Марина Ильинична Маршак (9 июля 1941 — 11 апреля 1992), выпускница биологического факультета МГУ, работала в Институте молекулярной генетики; кандидат биологических наук, соавтор открытия явления индукции ДНК-содержащими онкогенными вирусами генных мутаций в клетках млекопитающих[10].
- Племянник — Юрий Альфредович Менакер (псевдоним — Георгий Юрмин; 22 июня 1923 — 21 июля 2007), русский советский детский писатель. Воспитывался в семье Елены Сегал пока его мать с отчимом находились в ссылке.

## Киносценарии
- Вертов, Д., Ильин, М., Сегал Е. Сказка о Великане, 1940, поставлен не был.
- Вертов, Д., Ильин, М., Сегал Е. Летающий человек. Страницы из истории русской авиации, 1941, поставлен не был.

## Статьи
- Сегал Е. В книжном арсенале. — Наука и жизнь. № 4, 1970. — С. 100—109.